# تیلور کینی
تیلور کینی (انگلیسی: Taylor Kinney؛ زادهٔ ۱۵ ژوئیهٔ ۱۹۸۱) یک هنرپیشه اهل ایالات متحده آمریکا است. وی از سال ۲۰۰۶ میلادی تاکنون مشغول فعالیت بوده‌است.
از فیلم‌ها یا برنامه‌های تلویزیونی که وی در آن نقش داشته‌است، می‌توان به سی دقیقه پس از نیمه‌شب، زن دیگر ، شهر را بلرزان، پروژه پنج، جنگل، اینجا و الان، خاطرات خون آشام، ستاره‌هایی در فیلم‌های کوتاه و سریال مهیج شیکاگو فایر اشاره کرد.

## زندگی شخصی
رابطه او با لیدی گاگا بعد از۶ سال در سال ۲۰۱۶ پایان یافت